# 우리, 쫑내자!
우리 쫑내자!(Let's finish!!!!)는 한국에서 제작된 황철민 감독의 2006년 드라마 영화이다. 정인지 등이 주연으로 출연하였다.

## 출연

### 주연
- 정인지
- 김민재
- 홍기준

## 제작진
- Line PD: 오한흥
- Line PD: 서형주
- 프로듀서: 김현경
- 촬영보: 전상진
- 조명: 황철민
- 포스트 프로덕션 어드바이져: 원경훈
- 쟈켓 번역: 조응주
- 안무: 최인숙